# St. Jakob und St. Katharina (Üchtelhausen)

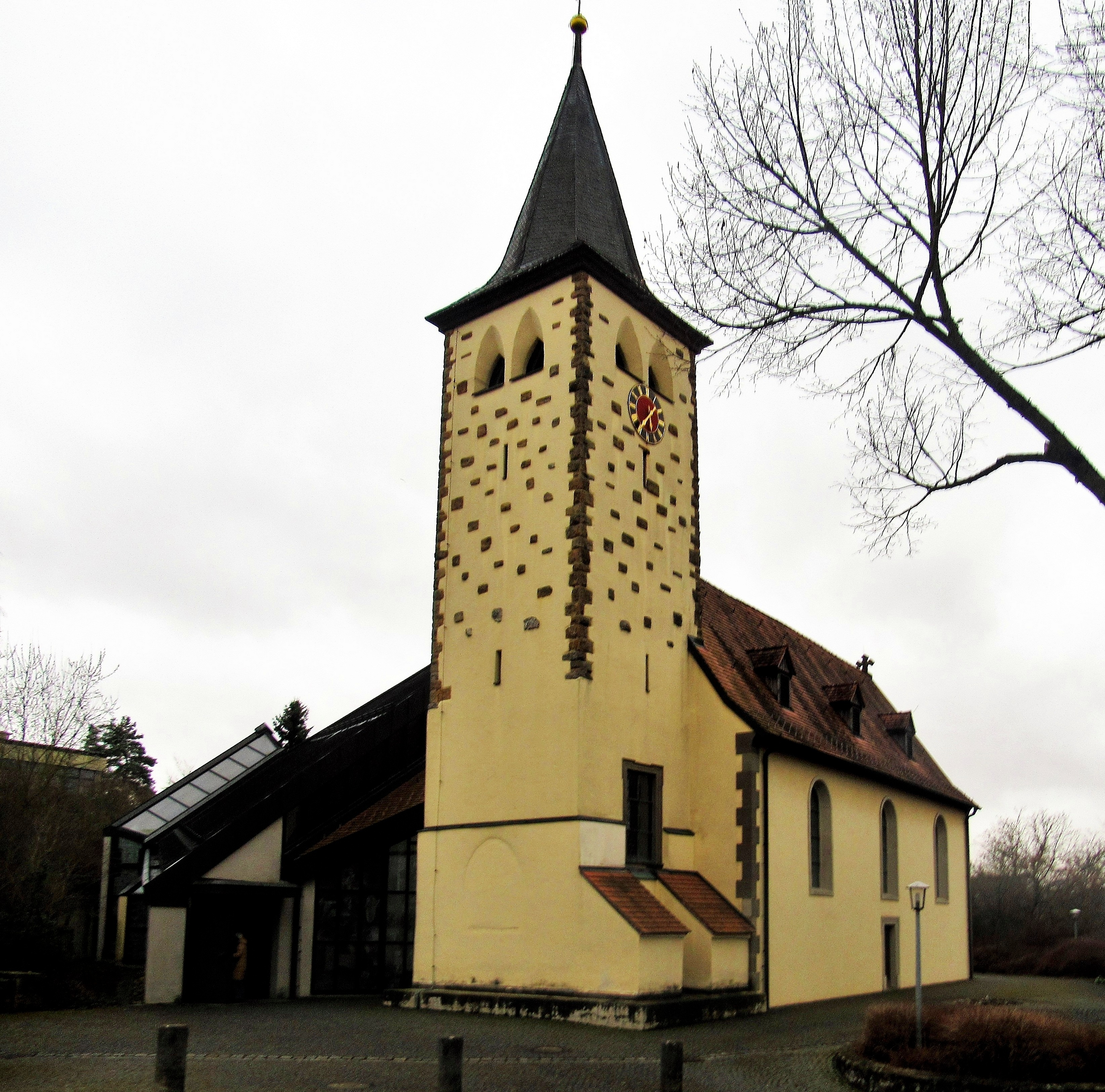
Die Kirche in Üchtelhausen

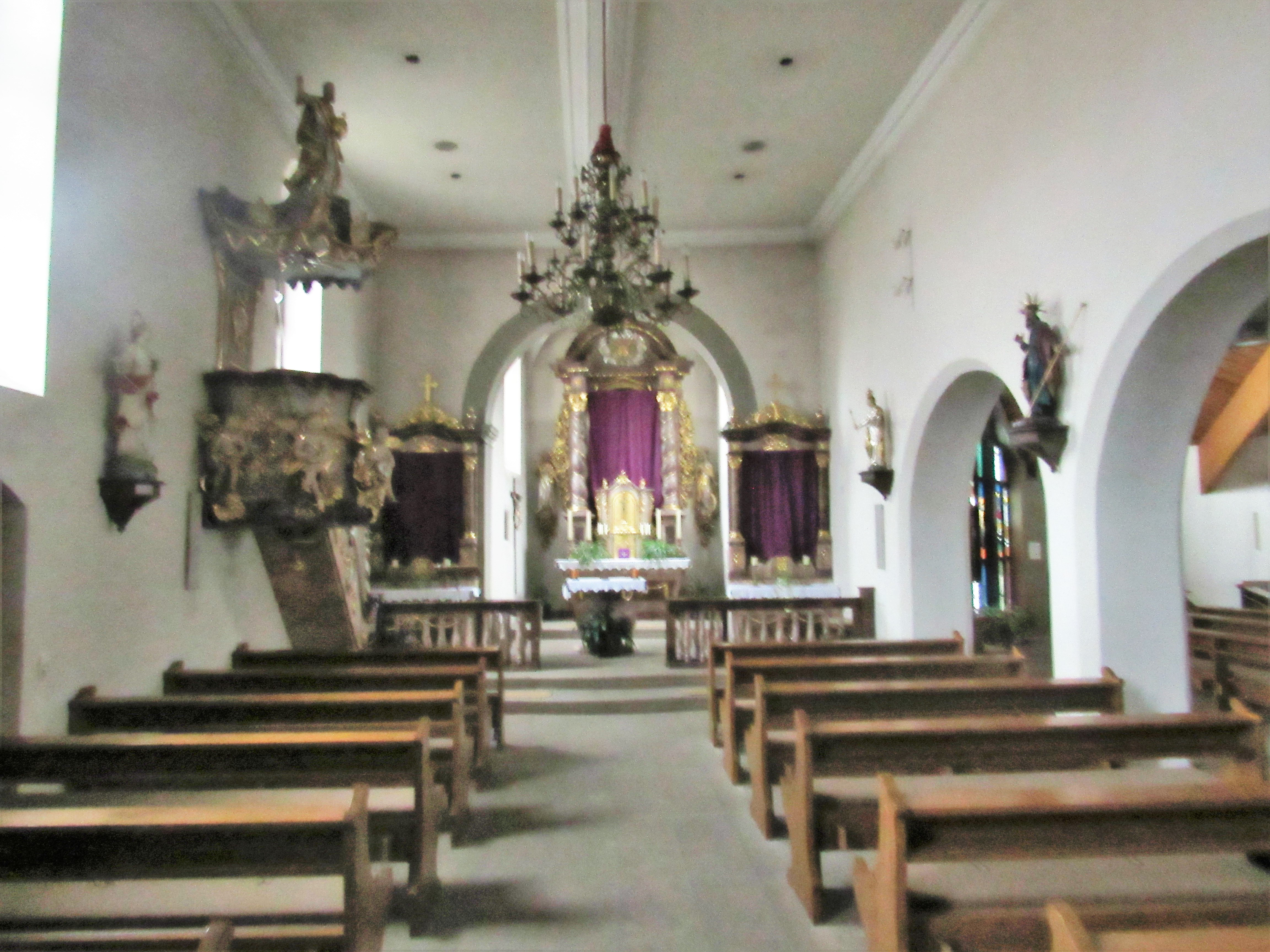
Innenraum der alten Kirche

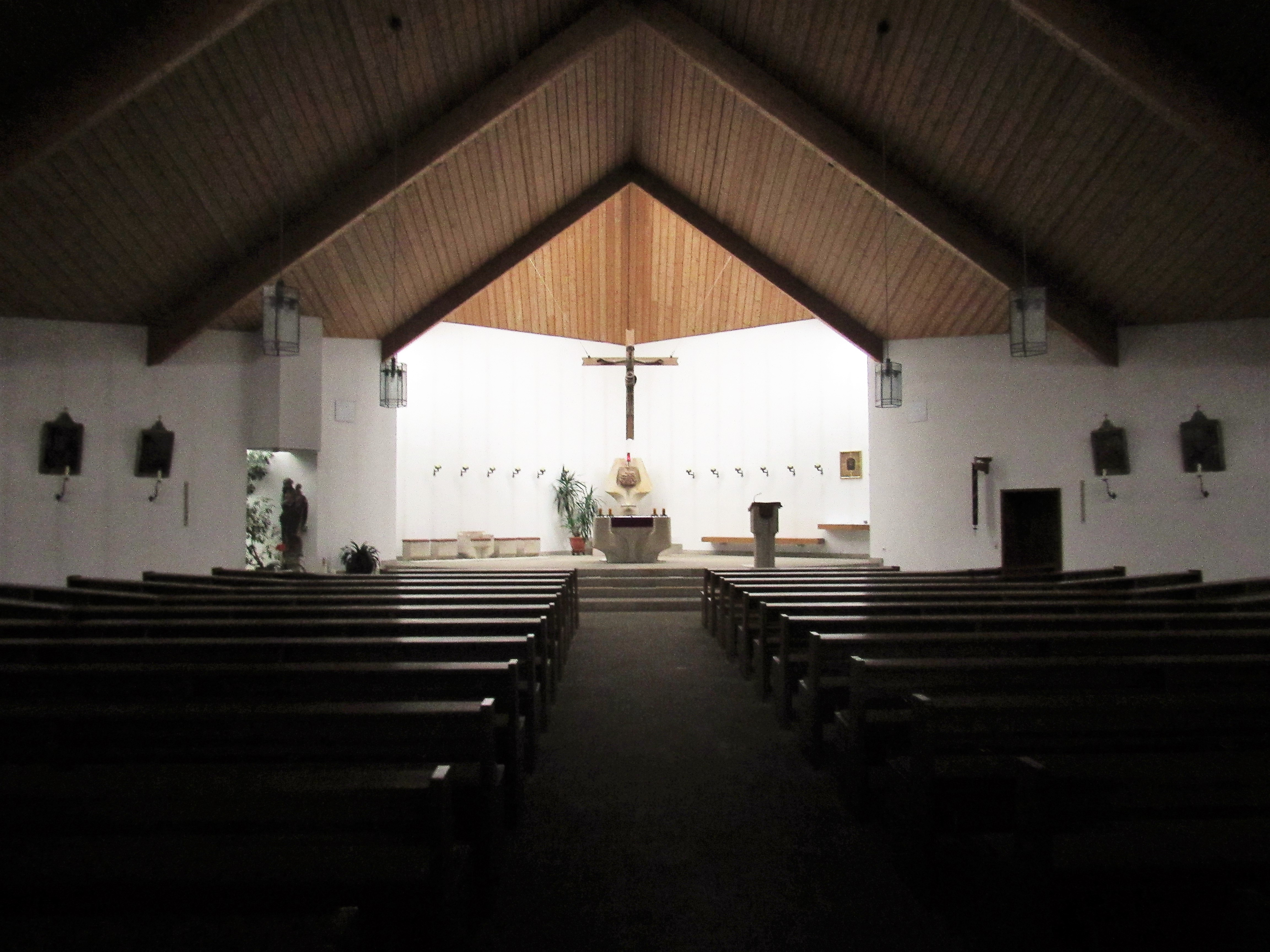
Innenraum der neuen Kirche

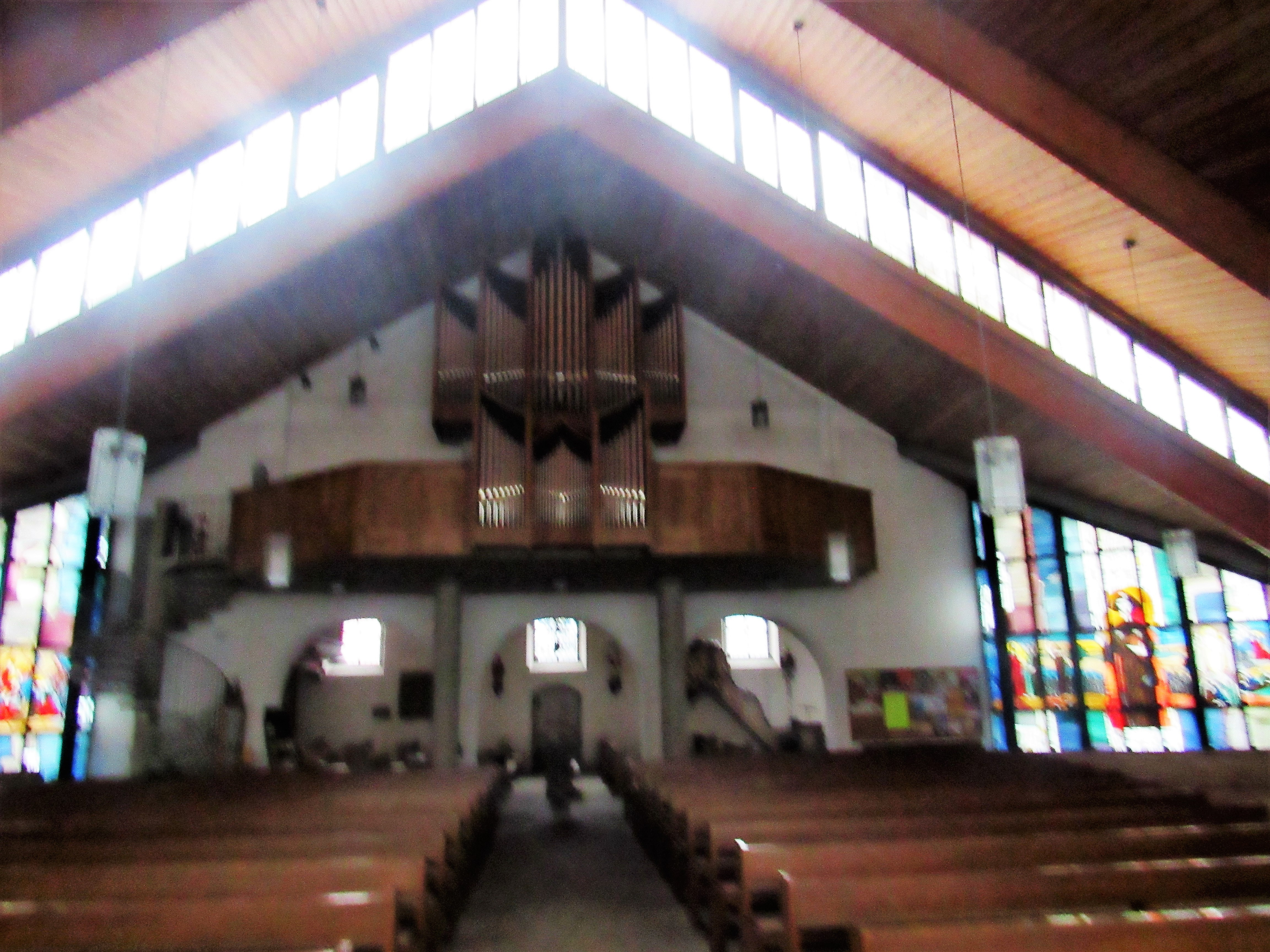
Neubau, Blick zur Orgel

Die römisch-katholische Kuratiekirche St. Jakobus der Ältere und St. Katharina ist die Kirche von Üchtelhausen im unterfränkischen Landkreis Schweinfurt. Die Kirche gehört zu den Baudenkmälern von Üchtelhausen und ist unter der Nummer D-6-78-186-2 in der Bayerischen Denkmalliste registriert. Üchtelhausen ist wie Ebertshausen, Hesselbach, Hoppachshof und Reichmannshausen Teil der Pfarreiengemeinschaft Schweinfurter Rhön im Dekanat Schweinfurt-Nord des Bistums Würzburg.

## Geschichte
Üchtelhausen gehörte ursprünglich zur Pfarrei Schonungen und wurde 1683 nach Hausen umgepfarrt. Die Gründung der Lokalkaplanei (später dann Kuratie) Üchtelhausen erfolgte 1869. Eine Kirche im Ort wurde erstmals 1520 erwähnt. Der Kirchturm ist im Kern mittelalterlich. Der alte Teil der heutigen Kirche wurde 1687 errichtet. 1725 wurde die Kirche erweitert.
Der Neubau entstand in den Jahren 1985/86. Dazu musste ein Erweiterungsbau aus den 1920er Jahren abgebrochen werden. Zeitgleich wurde der Kirchturms durch Unterfangung der Fundamente statisch gesichert.

## Beschreibung
Der alte Teil der Kirche besteht aus einem Langhaus mit drei Fensterachsen (spitzbogige Fenster) und dem östlichen Kirchturm. Dessen Untergeschoss ist der Chor der alten Kirche. Das Langhaus mit Satteldach hat eine flache Decke, der Chor hat dagegen ein Kreuzgratgewölbe. 
Der neue Kirchenbau mit innen sichtbarem zeltartigen Dach ist an die Südseite des Kirchenschiffs der alten Kirche quer zu diesem angebaut und durch offene Rundbögen mit dem alten Langhaus verbunden. Während die alte Kirche geostet ist, ist der neue Kirchenraum auf den Altar im Süden ausgerichtet. An der Südseite ist auch eine Sakristei mit eigenständigem Pyramidendach angebaut.

## Ausstattung
Altbau
Der Hochaltar, der 1750 von Poppenhausen erworben wurde, und die beiden Seitenaltäre im alten Teil der Kirche sind zweisäulig aufgebaut. Die Rokoko-Kanzel mit Engelsputten wurde 1772 durch Paulus Zehr aus Bad Königshofen geschaffen. Auf der westlichen Empore steht eine kleine Orgel. Der Taufstein von 1571 steht im Übergangsbereich von der alten zur neuen Kirche. 
Neubau
Die Einrichtung der neuen Kirche ist überwiegend ein Werk des einheimischen Bildhauers Peter Vollert. Die Glasfenster der Kirchenpatrone St. Katharina und St. Jakobus der Ältere neben der Rundbogenwand wurden vom Würzburger Maler Curd Lessig gestaltet. Eine Muttergottes aus Holz von Otto Sonnleitner stammt aus der alten Kirche, ebenso die 1783 geschaffenen Kreuzwegstationen von Johann Peter Herrlein. Die Empore mit der neuen Orgel befindet sich über der Rundbogenwand zwischen alter und neuer Kirche.
Orgeln
Zur Weihe der Kirchenerweiterung wurde auch eine Orgel für den Neubau angeschafft. Es ist ein Instrument aus der Werkstatt von Orgelbauer Norbert Krieger aus Retzbach und verfügt über 27 Register. Zeitgleich erhielt auch der alte Kirchenraum eine neue kleine Orgel mit sieben Registern auf einem Manual und Pedal.

## Glocken
Im Kirchturm auf der Ostseite des Altbaus, der ein Chorturm ist, hängen vier Kirchenglocken unterschiedlichen Alters.
| Nr. | Name          | Gussjahr | Durchmesser | Gewicht | Schlagton | Inschrift                                                                                          |
| --- | ------------- | -------- | ----------- | ------- | --------- | -------------------------------------------------------------------------------------------------- |
| 1   | Christkönig   | 1949     | 1050 mm     | 656 kg  | g         | (Vorderseite) „Christus, dem König“ (Rückseite) „Wer aus der Wahrheit ist – hört auf meine Stimme“ |
| 3   | St. Katharina | 1949     | 880 mm      | 392 kg  | b         | (Vorderseite) „St. Katharina“ (Rückseite) „In großer Notzeit – schütze uns!“                       |
| 2   | Maria         | 1925     | 760 mm      | 314 kg  | c         | Süßes Herz Mariä sei unsere Rettung                                                                |
| 4   | St. Jakob     | 2007     | 600 mm      | 170 kg  | es        | (Vorderseite) „St.Jakobus“ und „Danke“ (Rückseite) „Ich bin der Weinstock – ihr seid die Reben“    |

## Nachweise
1. ↑  Website der Pfarreiengemeinschaft Schweinfurter Rhön – Kirche St. Jakob und St. Katharina: Glocken

Koordinaten: 50° 5′ 28,1″ N, 10° 16′ 20,9″ O